# Bill Murray
Bill Murray   (Wilmette, 21 de setembre de 1950) William "Bill" James Murray és un actor estatunidenc.

## Biografia

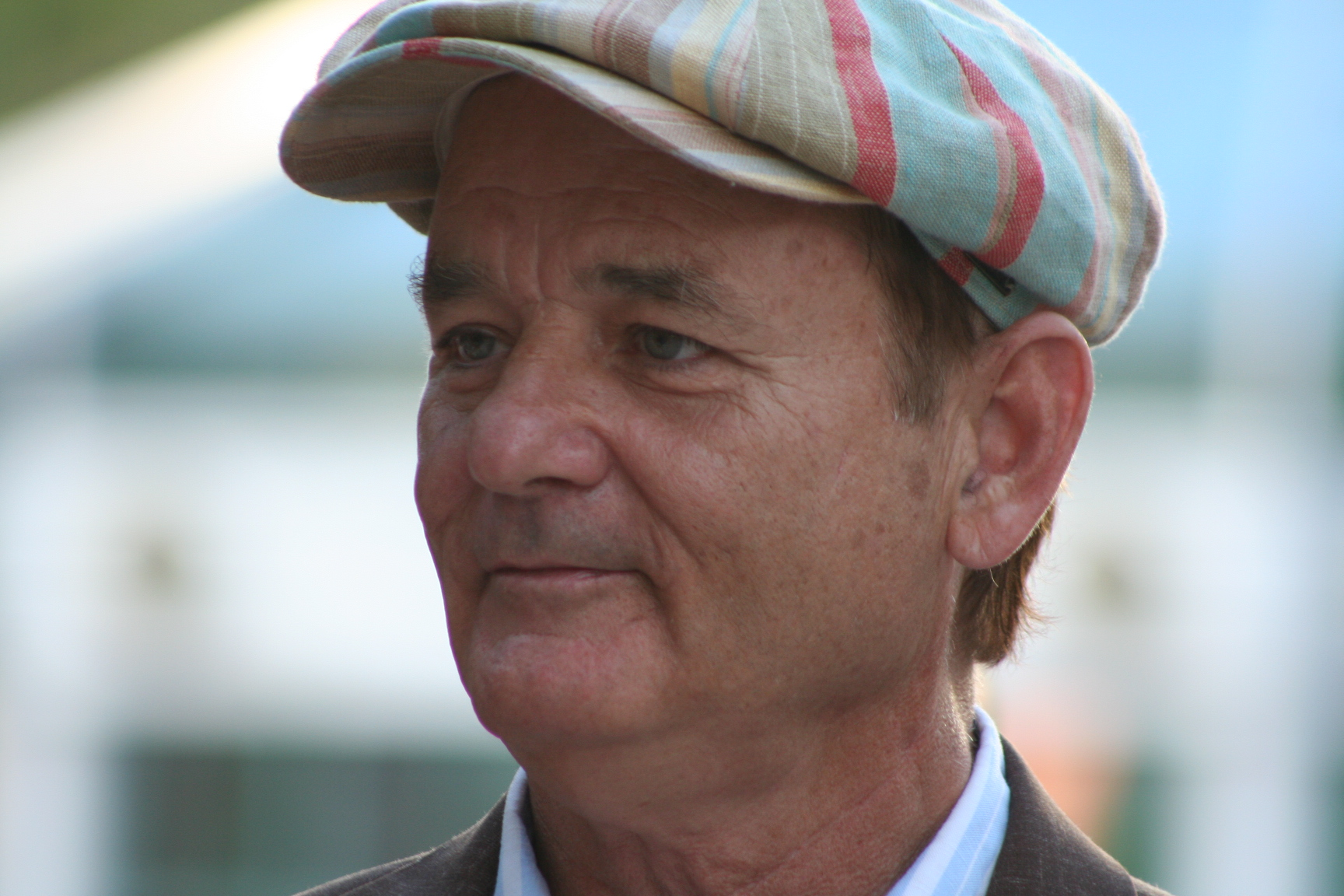
Bill Murray a l'estrena de Get Low al Festival de Toronto 2009

Bill Murray va néixer a Wilmette a prop de Chicago, és el cinquè d'una família de nou fills. S'inscriu a la universitat de Regis a Denver per estudiar medicina, però abandona després d'alguns problemes amb la justícia. Entra a la «National Lampoon Radio Hour » amb diversos altres humoristes com Dan Aykroyd, Chevy Chase, Gilda Radner, i John Belushi després de fer unes proves a la " Second City ", un cabaret de comèdia improvisada de Chicago.
Tanmateix, mentre que els seus tres col·legues esdevindrien membres fundadors del Saturday Night Live original (1975), decideix unir per la seva part el Saturday Night Live with Howard Cosell, que va estrenar quasi el mateix any. Aquesta emissió va ser un fracàs, però va tenir llavors l'ocasió unir-se al Saturday Night Live en el qual es va revelar als ulls del gran públic. És considerat per Les Cahiers du cinéma com el més gran actor americà dels anys 1990.
Bill Murray s'ha fet un nom en el cinema amb Els caçafantasmes (1984). Però és realment cèlebre des d'Atrapat en el temps (1993), on encarnava un presentador meteorològic pretensiós caient sota l'encant d'Andie MacDowell, mentre que una falla temporal el condemnava a reviure sense fi la mateixa jornada, aquella del 2 de febrer, data de la festa de la marmota a Punxsutawney. Va crear un personatge esdevingut una verdadera figura del cinema americà que el retrobarem a Rushmore després  La Vida aquàtica  de Wes Anderson. Passa a un registre més greu amb Lost in Translation  de Sofia Coppola. La seva interpretació d'un pare a la recerca del seu fill en Broken Flowers  permet a la pel·lícula de Jim Jarmusch de guanyar el Gran Premi del Jurat del Festival Internacional de Cinema de Cannes el 2005.

## Filmografia
| Any       | Pel·lícula                                       | Paper                        | Notes                                                                                             |
| --------- | ------------------------------------------------ | ---------------------------- | ------------------------------------------------------------------------------------------------- |
| 1975      | Tarzoon, la honte de la jungle                   |                              | veu: versió anglesa                                                                               |
| 1976      | Next Stop, Greenwich Village                     | Nick Kessel                  | (no surt als crèdits)                                                                             |
| 1977-1980 | Saturday Night Live                              | Varis                        | (73 episodis) Premi Emmy per programa de varietats, musical o comèdia (1977)                      |
| 1979      | Meatballs                                        | Tripper Harrison             | Nominat — Premi Genie per la millor actuació per un actor estranger                               |
| 1979      | Mr. Mike's Mondo Video                           | Home al carrer               |                                                                                                   |
| 1980      | Where the Buffalo Roam                           | Hunter S. Thompson           |                                                                                                   |
| 1980      | Caddyshack                                       | Carl Spackler                |                                                                                                   |
| 1980      | Loose Shoes                                      | Lefty Schwartz               |                                                                                                   |
| 1981      | Una legió de guillats (Stripes)                  | John Winger                  |                                                                                                   |
| 1982      | Tootsie                                          | Jeff Slater                  |                                                                                                   |
| 1984      | Els caçafantasmes (Ghostbusters)                 | Dr. Peter Venkman            | Nominat — Globus d'Or al millor actor musical o còmic                                             |
| 1984      | Nothing Lasts Forever                            | Conductor d'autobús          |                                                                                                   |
| 1984      | El tall de la navalla                            | Larry Darrell                |                                                                                                   |
| 1986      | La botiga dels horrors (Little Shop Of Horrors)  | Arthur Denton                |                                                                                                   |
| 1988      | She's Having a Baby                              | ell mateix                   | cameo                                                                                             |
| 1988      | Scrooged                                         | Francis Xavier "Frank" Cross | Nominat — Premi Saturn al millor actor                                                            |
| 1989      | Caçafantasmes 2 (Ghostbusters II)                | Dr. Peter Venkman            |                                                                                                   |
| 1990      | Amb la poli als talons (Quick Change)            | Grimm                        | també co-director                                                                                 |
| 1991      | Què se n'ha fet d'en Bob? (What About Bob?)      | Bob Wiley                    | Nominat — Premi MTV per la millor comèdia                                                         |
| 1993      | Atrapat en el temps (Groundhog Day)              | Phil Connors                 | Nominat — Premi Saturn al millor actor Nominat — Premi MTV per la millor comèdia                  |
| 1993      | Mad Dog and Glory                                | Glory's Boss                 |                                                                                                   |
| 1994      | Ed Wood                                          | Bunny Breckinridge           |                                                                                                   |
| 1996      | Un parell de sonats (Kingpin)                    | Ernie McCracken              |                                                                                                   |
| 1996      | Un elefant anomenat Vera (Larger than Life)      | Jack Corcoran                |                                                                                                   |
| 1996      | Space Jam                                        | ell mateix                   |                                                                                                   |
| 1997      | The Man Who Knew Too Little                      | Wallace Ritchie              |                                                                                                   |
| 1998      | Wild Things                                      | Kenneth Bowden               | Premi de l'Associació de critics de Los Angeles al millor actor secundari                         |
| 1998      | Amb amics com aquests (With Friends Like These…) | Maurice Melnick              |                                                                                                   |
| 1998      | Rushmore                                         | Herman Blume                 | Premi Satellite al millor actor secundari Nominat — Globus d'Or al millor actor secundari         |
| 1999      | Cradle Will Rock                                 | Tommy Crickshaw              | Nominat — Premi Satellite al millor actor secundari                                               |
| 1999      | "Scout's Honor"                                  | Jack Vardell                 | short subject                                                                                     |
| 2000      | Hamlet                                           | Polonius                     |                                                                                                   |
| 2000      | Michael Jordan to the Max                        |                              | documental                                                                                        |
| 2000      | Els àngels de Charlie                            | John Bosley                  |                                                                                                   |
| 2001      | Speaking of Sex                                  |                              |                                                                                                   |
| 2001      | Osmosis Jones                                    | Frank                        |                                                                                                   |
| 2001      | The Royal Tenenbaums                             | Raleigh St. Clair            |                                                                                                   |
| 2003      | Lost in Translation                              | Bob Harris                   | BAFTA al millor actor Globus d'Or al millor actor musical o còmic Nominat — Oscar al millor actor |
| 2003      | Coffee and Cigarettes                            | Ell mateix/Cambrer           | (segment "Delirium")                                                                              |
| 2004      | This Old Cub                                     |                              | documental                                                                                        |
| 2004      | Garfield (Garfield: The Movie)                   | Garfield                     | només veu                                                                                         |
| 2004      | The Life Aquatic with Steve Zissou               | Steve Zissou                 | Nominat — Premi Satellite al millor actor musical o còmic                                         |
| 2005      | Broken Flowers                                   | Don Johnston                 | Nominat — Premi Satellite al millor actor musical o còmic                                         |
| 2005      | La ciutat perduda (The Lost City)                | El còmic                     |                                                                                                   |
| 2006      | Garfield: A Tail of Two Kitties                  | Garfield                     | només veu                                                                                         |
| 2007      | The Darjeeling Limited                           | L'home de negocis            | cameo                                                                                             |
| 2008      | Eric Clapton: Crossroads Guitars Festival 2007   | ell mateix                   | cameo                                                                                             |
| 2008      | Get Smart                                        | Agent 13                     |                                                                                                   |
| 2008      | City of Ember: A la recerca de la llum           | Mayor Cole                   |                                                                                                   |
| 2009      | The Limits of Control                            | Americà                      |                                                                                                   |
| 2009      | Fantastic Mr. Fox                                | Mr. Badger                   | només veu                                                                                         |
| 2009      | Get Low                                          | Frank Quinn                  |                                                                                                   |
| 2009      | Zombieland                                       | ell mateix                   | cameo                                                                                             |
| 2010      | Passion Play                                     | Happy Shannon                |                                                                                                   |
| 2012      | Moonrise Kingdom                                 | Mr. Bishop                   |                                                                                                   |
| 2012      | Hyde Park on Hudson                              | FDR                          | Nominat − Globus d'Or al millor actor musical o còmic                                             |
| 2012      | A Glimpse Inside the Mind of Charles Swan III    | Saul                         |                                                                                                   |
| 2014      | The Monuments Men                                | Richard Campbell             |                                                                                                   |
| 2014      | The Grand Budapest Hotel                         | M. Ivan                      |                                                                                                   |
| 2014      | Olive Kitteridge                                 | Jack Kennison                | Minisèrie                                                                                         |
| 2014      | St. Vincent                                      | Vincent                      |                                                                                                   |
| 2014      | Dumb and Dumber To                               | Ice Pick                     |                                                                                                   |
| 2015      | Aloha                                            | Carson                       |                                                                                                   |
| 2015      | Rock the Kasbah                                  |                              |                                                                                                   |
| 2018      | Isle of Dogs                                     | Boss                         | Només veu                                                                                         |
| 2019      | The Dead Don't Die                               | Cliff Robertson              |                                                                                                   |
| 2019      | Zombieland: Double Tap                           | Ell mateix                   | Post-producció                                                                                    |
| 2020      | The French Dispatch                              | Arthur Howitzer Jr.          | [ 2 ]                                                                                             |

## Anècdotes
Bill és un gran fan de l'equip dels Chicago Cubs (beisbol) i dels Chicago Bears (futbol americà).